# Universidad de Magdeburgo

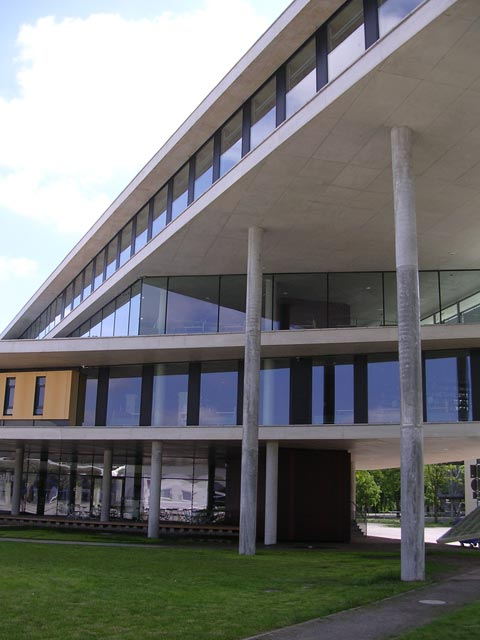
Biblioteca de la Universidad

La Universidad de Magdeburgo (en alemán, Otto-von-Guericke-Universität Magdeburg; abreviado, OvGU) es una universidad pública de investigación alemana con sede en la ciudad de Magdeburgo. Cuenta con nueve facultades en las que estudian más de 12.000 estudiantes, y constituye un centro de enseñanza e investigación para el estado federal de Sajonia-Anhalt.

## Reseña

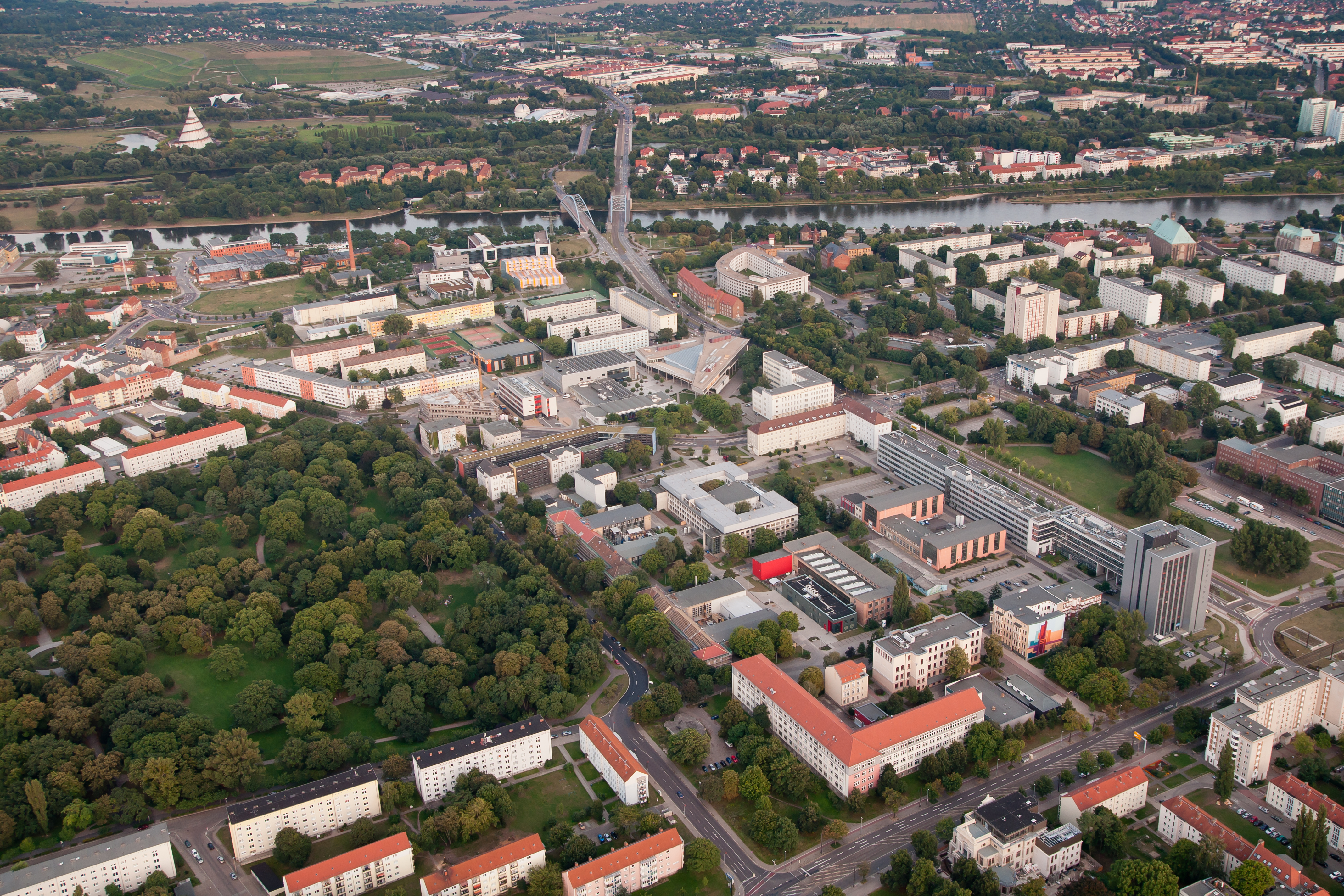
Vista del campus y universidad de Magdeburg.

En las épocas de la República Democrática Alemana, en 1953, se fundó la Universidad de Maquinaria Pesada, lo cual no es de sorprenderse, puesto que esta ciudad junto al río Elba constituía un importante centro de fabricación industrial de maquinaria. Pronto sería renombrada como Universidad Técnica de Magdeburgo. Sus raíces son las tres instituciones antecesoras con presencia en Magdeburgo: Universidad Técnica, Universidad Pedagógica y Academia de Medicina de Magdeburgo. Otra institución de esa época fue la Medizinische Akademie Magdeburg (MAM) fundada en 1954 junto al hospital. Y por último, la Escuela Pedagógica Superior de Magdeburgo. Así, a partir de estas tres instituciones, en 1993 se crea la actual Universidad de Magdeburgo, que lleva el nombre del científico, inventor, jurista y político Otto von Guericke. 
Como dato singular, en 1999 la iglesia de San Pedro fue renombrada como iglesia católica universitaria, lo cual sorprende, puesto que en la Universidad de Magdeburgo no hay estudios teológicos.

## Facultades
- Facultad de Ciencias de la Computación (FIN)
- Facultad de Economía y Administración(FWW)
- Facultad de Ciencias Humanas (FHW)
- Facultad de Matemáticas (FMA)
- Facultad de Medicina (FME)
- Facultad de Ciencias Naturales (FNW)
- Facultad de Ingeniería Mecánica (FMB)
- Facultad de Ingeniería de Sistemas y Procesos (FVST)
- Facultad de Ingeniería Eléctrica y Tecnologías de la Información (FEIT)